# Ruth Bernhard
Ruth Bernhard (Berlijn, 14 oktober 1905 – San Francisco, 18 december 2006) was een Duits-Amerikaanse fotografe.

## Carrière
Zij studeerde van 1925-27 aan de Universiteit voor de Kunsten in Berlijn. Haar vader Lucian Bernhard was een bekend typograaf en ontwerper van posters.
In 1927 vertrok zij naar New York waar haar vader toen al woonde. Daar werkte zij als assistent een tijdje voor een tijdschrift in de donkere kamer. Eind jaren 20 woonde Bernard in Manhattan, waar zij betrokken was bij de lesbische subcultuur van de artistieke gemeenschap en bevriend was met fotograaf Berenice Abbott en criticus Elizabeth McCausland.
In 1935 ontmoette ze de fotograaf Edward Weston en vertrok met hem naar Carmel-by-the-Sea in Californië waar de basis werd gelegd voor haar stijl. Hierover schreef zij: "Ik was onervaren en onvoorbereid toen ik voor het eerst zijn foto’s zag. Het was een bliksem in de duisternis... Dat beeld was het onweerlegbaar bewijs van wat ik mogelijk had geacht. Een kunstenaar te zijn wiens vak fotografie is."
Hierna opende ze haar eigen fotostudio in Hollywood waar ze veel portretten maakte van kinderen van prominenten. In 1953 vertrok ze naar San Francisco.

## Naaktfotografie
In New York was zij in 1934 al begonnen met naaktfotografie, de kunstvorm die haar later bekendheid zou brengen. Naast commerciële opdrachten was vanaf de jaren 50 naaktfotografie van vrouwen echt haar passie, lang voordat deze kunstvorm aldaar sociaal werd geaccepteerd. Verspreid over de hele wereld zijn er honderden tentoonstellingen van haar werk gehouden en meerdere fotoboeken uitgegeven. Veel van Bernard’s werk wordt sinds 1996 bewaard in de bijzondere collecties van de universiteit van Princeton.
- Bibliothèque nationale de France: cb12531061c (data)
- Gemeinsame Normdatei: 119211475
- International Standard Name Identifier: 0000 0000 7861 2008
- Library of Congress Control Number: n80032107
- Nationale Bibliotheek van Israël: 987007522907005171
- PIC: 1992
- RKD-Nederlands Instituut voor Kunstgeschiedenis: 220019
- SNAC: w65t3mc5
- Union List of Artist Names: 500105646
- Virtual International Authority File: 79414702
- WorldCat: E39PBJxrT7YY7G3HDxJ4C9cByd